# 2004년 춘천지방법원 판사 성접대 사건
2004년 춘천지방법원 판사 성접대 사건은 이모 판사의 사법연수원 동기생인 김모 변호사로부터 춘천지방법원의 이모, 정모 판사가 성접대를 받았다는 사건이다. 2004년 초, S룸살롱 마담 손모씨가 대통령 직속 부패방지위원회에 이러한 비리를 제보하여 수사가 시작되었다. 검찰은 이모, 정모 판사를 무혐의 처리하였다.

## 시간대별 정리
- 경2003년 2월 : 정모 판사가 김모 변호사와 함께 2시간 넘게 S룸살롱에서 술을 마시고,이른바 '2차'로 불리는 성접대까지 받았다.
- 2003년 : S룸살롱 관계자와 S룸살롱 마담 손모씨가 싸웠다.[1] 마담 손모씨가 조사를 받는 과정에서 정모 판사의 이름을 언급하면서 "현직 판사가 사건 청탁 대가로 향응을 받았다"고 진술해 수사가 시작되었으며, 춘천지방검찰청은 정모 판사를 조사한 뒤 직무와 직접 관련 없는 술자리라는 이유로 사건 청탁대가 혐의에 대해 무혐의 결정을 내렸다.
- 2003년 9월 : S룸살롱 업주에 대해 '윤락행위 등 방지법 위반 및 감금' 등의 혐의로 청구된 구속영장을 춘천지법 이모 영장전담판사가 기각했다.
- 2004년 3월 : S룸살롱 업주에 대해 '윤락행위방지법 위반 및 감금' 등의 혐의로 청구된 구속영장을 춘천지법 이모 영장전담판사가 다시 기각했다.
- 2004년 초 ; 정모 판사를 접대했던 룸싸롱 마담이 검찰의 무혐의 결정에 불복해 대통령 직속 부패방지위원회에 진정했다.[2]
- 2004년 8월 : 룸살롱 업소 종업원의 진정으로 강원지방경찰청 이모 경사가 전보조치되었다. 이모 경사는 S룸살롱 업주 김모씨의 매부이다.[3]
- 2004년 10월 : 문제의 정모 판사가 자진사표를 내었다.[4]
- 2004년 10월 11일 : 대법원이 정모 판사의 사표를 수리했다. 정모씨는 변호사 등록을 하고 서울에서 개업했다.
- 2004년 11월 19일 : 서울고검 강익중 검사는 전직 판사 A씨를 무혐의 처리했다고 밝혔다. 또 A 판사와 함께 부패방지위원회로부터 조사 의뢰된 춘천지검 계장급 직원 및 S룸살롱 업주의 매부인 강원지방찰청 소속 이모 경사에 대해서도 내사를 종결, 무혐의 처리했다고 밝혔다.[5]
- 2004년 12월 8일 : 춘천지역 법조계 성접대 파문과 관련해, 대법원은 춘천지법 이모 판사를 춘천지법 영월지원으로 전보조치했다[6] 춘천지법 이모 판사는 2003년 9월, 2004년 3월 S룸살롱 업주에 대한 구속영장을 2차례 기각했으며, 2004년 12월 열릴 S룸살롱 업주에 대한 재판을 담당하기로 예정되어 있었다. 정모 판사와 이모 판사를 성접대한 김모 변호사는 이모 판사와 사법연수원 동기로 알려져 있다. 반면에, 정모 판사와 김모 변호사는 그렇게 친한 사이가 아니었다는 보도가 있다.[7]